# پلیس آهنی
پلیس آهنی (به انگلیسی: RoboCop، روبوکاپ) یک فیلم اکشن و علمی تخیلی آمریکایی محصول سال ۱۹۸۷ به کارگردانی  پل ورهوفن و نویسندگی ادوارد نویمایر و مایکل ماینر است. در این فیلم پیتر ولر، نانسی آلن، دانیل اوهرلیهی، رونی کاکس، کرتوود اسمیت و میگل فرر به ایفای نقش پرداخته‌اند. داستان پلیس آهنی در دیترویت جنایت‌آلود در آینده نزدیک روی افسر پلیس الکس مورفی (ولر) متمرکز است که توسط گروهی از جنایتکاران به قتل می‌رسد و متعاقباً توسط شرکت بزرگ به عنوان مجری قانون سایبورگ به یک پلیس آهنی احیا می‌شود. این پلیس آهنی که از زندگی قبلی خود آگاه نیست، در حالی که با تکه‌های باقی مانده انسانیت خود کنار می‌آید، کمپین وحشیانه‌ای را علیه جنایت اجرا می‌کند.
این فیلم توسط نویمایر هنگام کار بر روی صحنه فیلمبرداری بلید رانر (۱۹۸۲) طراحی شد و او این ایده را با ماینر بیشتر توسعه داد. فیلمنامه آنها در اوایل سال ۱۹۸۵ توسط تهیه‌کننده جان دیویسون به نمایندگی از اوریون پیکچرز خریداری شد. پیدا کردن کارگردان دشوار بود. ورهوون دو بار فیلمنامه را رد کرد زیرا محتوای طنز آن را درک نکرد، تا اینکه توسط همسرش متقاعد شد. فیلمبرداری بین اوت و اکتبر ۱۹۸۶، عمدتاً در دالاس، تگزاس انجام شد. راب بوتین تیم جلوه‌های ویژه را در خلق جلوه‌های عملی، صدای خشن و لباس پلیس آهنی رهبری کرد.
این فیلم پس از اکران در ژوئیه ۱۹۸۷ به موفقیت مالی دست یافت و ۵۳٫۴ میلیون دلار درآمد داشت. نقدها آن را به‌عنوان یک فیلم اکشن هوشمندانه با پیام‌های عمیق‌تر فلسفی و طنز تحسین می‌کردند، اما در مورد خشونت شدید در سرتاسر متناقض‌تر بودند. این فیلم نامزد جوایز متعددی شد و برنده جایزه اسکار و همچنین جوایز متعدد کیوان شد.
از زمان انتشار، این فیلم مورد ارزیابی مجدد قرار گرفته‌است و به عنوان یکی از بهترین فیلم‌های دهه ۱۹۸۰ و یکی از بهترین فیلم‌های علمی تخیلی و اکشن ساخته شده‌است. این فیلم به دلیل به تصویر کشیدن یک ربات متأثر از از دست دادن بشریت، برخلاف شخصیت‌های رباتیک رواقی و بی‌احساس آن دوران، تحسین شده‌است. این فیلم همچنان برای مضامینی مانند ماهیت انسانیت، هویت شخصی، حرص و آز شرکت و فساد مورد تجزیه و تحلیل قرار می‌گیرد و به عنوان سرزنش سیاست‌های ریگانومیکس در دوره خود دیده می‌شود. موفقیت آن یک فرنچایز ایجاد کرد که شامل دنباله‌های پلیس آهنی ۲ (۱۹۹۰) و پلیس آهنی ۳، (۱۹۹۳) سریال‌های انیمیشن کودکان، چندین برنامه تلویزیونی زنده، بازی‌های ویدیویی، کتاب‌های کمیک، اسباب‌بازی‌ها، لباس و سایر کالاها بود. یک نسخه بازسازی شده در سال ۲۰۱۴ منتشر شد. دنباله مستقیم فیلم اصلی، با عنوان آزمایشی بازگشت پلیس آهنی، از سال ۲۰۲۰ در حال توسعه است.

## داستان
در زمان آینده سازمان اوسی‌پی (OCP) طی قراردادی می‌پذیرد تا در آینده‌ای نزدیک با تخریب شهر دیترویت، آرمان شهری به نام «دلتا سیتی» را جایگزین آن کند. شهری با بالاترین درجه از زندگی انسانی و عاری از جرم و جنایت. از برنامه‌های شرکت جایگزینی ربات‌ها با نیروی انسانی پلیس است. یکی از آن‌ها پروژه‌ای-دی۲۰۹ (ED209) است که توسط نایب رئیس شرکت «دیک جونز» مدیریت شده‌است. اما در روز معرفی پروژه، این ربات یکی از کارکنان OCP را به اشتباه جنایت کار تشخیص می‌دهد و او را به‌طور فجیعی در جلسه به قتل می‌رساند. پروژه جلوی دیدگان مدیرعامل شرکت و اعضای بلندپایه شکست می‌خورد.
سوی دیگر ماجرا سازمان او سی پی تعدادی از نیروهای نیروی زمینی ارتش را به علت کمبود نیرو به پلیس می‌آورد. جوانی به نام الکس مورفی جزو این نیروهاست که به شعبه پلیس آمده و به همراه همکارش آنا لوئیس در تعقیب و گریز سختی با عده‌ای از خلافکاران نامدار شهر هستند. آنان این خلافکاران را تا یک کارخانه متروک در حومه شهر تعقیب می‌کنند. به دلیل در دسترس نبودن نیروی کمکی این دو تصمیم می‌گیرند خود وارد عمل شوند ولی لوئیس توسط یکی از آنان مصدوم می‌شود، مورفی نیز توسط عدهٔ زیادی از آنان محاصره می‌شود. مورفی در آنجا «کلارنس» سردسته تبه کاران شهر را ملاقات می‌کند و سپس توسط اعضای گروه کلارنس به شدت مجروح و با شلیک کلارنس کشته می‌شود.
بعد از رفتن تبه کاران از کارخانه لوئیس، مورفی را در حالی که غرق در خون است پیدا می‌کند و او را به بیمارستان می‌رساند. پزشکان متوجه می‌شوند مغز مورفی سالم است اما قادر به ادامه حیات نیست. این چنین است که مورفی ناخواسته به عنوان داوطلب در پروژهٔ «پلیس آهنی» شرکت OCP که توسط جوانی جویای نام مدیریت می‌شود، به کار گرفته می‌شود و او تبدیل به پلیس آهنی می‌شود.

## بازیگران
- پیتر ولر
- نانسی آلن
- رانی کاکس
- دن اوهرلیهی
- کورتوود اسمیت
- میگوئل فرر
- پل مک‌کرین
- کیتی گریفین

## انتخاب بازیگر
حدود  تا ۸ ماه به جستجوی بازیگری برای به تصویر کشیدن الکس مورفی / پلیس آهنی پرداختند. آرنولد شوارتزنگر، مایکل ایرون‌ساید، روتخر هاور، تام برنگر، آرماند آسانته، کیت کارادین و جیمز رمار در نظر گرفته شدند. اوریون از شوارتزنگر، ستاره موفقیت اخیر آنها، ترمیناتور (۱۹۸۴) حمایت می‌کرد، اما او و سایر بازیگران از نظر جسمی بیش از حد مهیج در نظر گرفته می‌شدند که در لباس پلیس آهنی قابل باور نیستند. برخی دیگر تمایلی نداشتند زیرا صورتشان تا حد زیادی با کلاه ایمنی پنهان می‌شد. سرانجام فیلمبرداری اصلی در ۶ اوت ۱۹۸۶ با بودجه ۱۱ میلیون دلاری آغاز شد.